# Adventure Club
Adventure Club es un dúo canadiense de música electrónica, compuesto por Christian Srigley y James Leighton y tiene su base en Montreal, Quebec, la región francófona del país. Produce principalmente dubstep y con influencias del chill out y del drum and bass, conocidas como chillstep y drumstep respectivamente. Sus temas más conocidos son "Gold" (con la colaboración de Yuna) y "Wonder" (junto a The Kite String Tangle), y sus remezclas de "Lullabies" y de "Crave You", este último superando los 23 millones de reproducciones en YouTube.

## Historia
El dúo se formó mientras asistían a la escuela secundaria en Montreal como banda hardcore punk y pop punk, pero más tarde decidió mutar su sonido hacia la electrónica más cercana al EDM después de experimentar con el pop punk. 
La primera canción que insertó el dúo en el mapa fue en 2009 con su remezcla de la canción "Daisy" para la banda estadounidense de rock alternativo Brand New, que fue subido en el portal The Hype Machine. 
Algunas de sus mayores influencias incluyen a Tiësto, Flux Pavilion, Greeley Estates, Bring Me the Horizon y Skrillex. A través de sitios de redes sociales, el dúo fue capaz de alcanzar nuevos niveles de exposición para conseguir su primer vídeo musical en el canal de UKF Dubstep de YouTube. En noviembre de 2012, el vídeo musical para la remezcla de "Everything to Me" para Lips tiene aproximadamente 2 millones vistas y fue producido y dirigido por Cedric Sequerra de LuckyFish Productions.
El dúo ha realizado giras en América del Norte, así como partes de Europa y Australia y ha actuado en varios festivales de música, incluyendo el Electric Daisy Carnival en Las Vegas, Nevada. También hicieron su primera aparición en el Ultra Music Festival 2013 en Miami y actuaron en el Ultra Music Festival de Seúl, Corea del Sur en junio de 2013. 
Su remezcla de "Crave You" para el dúo australiano Flight Facilities apareció en el episodio «Restraint»(2012) de la serie de televisión de Teen Wolf. 
En agosto de 2013, Adventure Club se asoció con Electric Family para producir un bracelet de la que el 100% de los fondos recaudados fueron destinados a la fundación Fuck Cancer. La asociación ha recaudado más de 14 000 dólares en enero de 2014.
En 2014, el sencillo «Wonder» con la colaboración de The Kite String Tangle logró ocupar el puesto número 37 en el Canadian Hot 100.

## Discografía

### EP
- Calling All Heroes Pt. 1

| N.º | Título                                      | Duración |  |
| 1.  | «Gold» (featuring Yuna)                     | 4:17     |  |
| 2.  | «Wonder» (featuring The Kite String Tangle) | 4:51     |  |
| 3.  | «Crash»                                     | 4:27     |  |
| 4.  | «Thunderclap»                               | 4:34     |  |

### Sencillos
- 2014: "Wonder"[2]

### Remezclas
| - "Put On" – Young Jeezy; con Kanye West - "Daisy" – Brand New - "Everything to Me" – Lips - "Collect Call" – Metric - "Please Don't Go" – Mike Posner - "Youth" – Foxes - "Teach Me How to Jerk" – Audio Push - "Broken Lungs" – Thrice - "We Don't Eat" – James Vincent McMorrow - "To a Friend" – Alexisonfire - "Love Lost" – The Temper Trap - "Remember (Walking in the Sand)" – The Shangri-Las - "Lullabies" – Yuna - "Till the World Ends" – Britney Spears - "Crave You" – Flight Facilities - "Sunlight" – Diana Vickers | - "Spiritus Sancti" (The Boondock Saints tribute) - "Do I See Colour" - "Need Your Heart" (con Kai) - "Wait" - "Kaboom" (featuring Team Fortress 2's "Heavy" class voiced by Gary Schwartz) - "Retro City" - "Rise and Fall" (con Krewella) - "Gold" (con Yuna) - "Thunderclap" - "Wonder" (ft. The Kite String Tangle) - "Crash" - "Unleash" (Life In Color Anthem 2014)- Adventure Club & David Solano ft. Zak Waters - "Limitless" (ft.Delaney Jane) |